# Extremoduro
Gli Extremoduro sono un gruppo rock spagnolo. Loro stessi definiscono la propria musica come "rock trasgressivo" anche se generalmente sono classificati come una band di rock urbano.

## Storia
Gli Extremoduro si formano nel 1987 a Plasencia, città della comunità autonoma spagnola dell'Estremadura. Il gruppo rock è fondato nell'estate di quell'anno da Roberto Iniesta (chiamato anche Robe o Il re dell'Estremadura); si fanno subito notare per il proprio stile musicale, definito come rock trasgressivo e hanno influenzato band contemporanee come i Marea e i Poncho K. Risentono inoltre dell'influenza di altri artisti spagnoli non classificabili come "rock": è il caso del cantante di Oviedo, Melendi (che dedica loro la canzone Arriba Extremoduro), degli Estopa e La Cabra Mecánica.
In seguito a problemi di droga, alcuni membri fondatori del gruppo lo abbandonano e Roberto Iniesta, che ormai vive nei Paesi Baschi, crea una nuova formazione con Iñaki "Uoho" Antón (chitarrista dei Platero y Tú), Miguel Colino e José Ignacio Cantera. Inoltre, durante questo primo periodo, il contenuto dei testi portò al divieto, da parte del Comune di Plasencia, di esibirsi nella medesima località.
Fino alla pubblicazione dell'album Agila, nel 1996, il gruppo rimase estraneo ai grandi mezzi di comunicazione, e solo da allora gli Extremoduro divennero noti al grande pubblico, e amati per canzoni di successo come Amor Castúo, Jesucristo García, Extremaydura, Golfa, Salir, Puta e So payaso, che sempre nel 1996 riceve il premio per il miglior video musicale nella prima edizione dei Premios de la Música.
Nel 2002 il progetto parallelo Extrechinato y tú (formato da Roberto, Uoho, Fito Cabrales y Manolo Chinato, membri dei Fito & Fitipaldis e Platero y Tú) fa uscire l'album Poesía Básica.
Nel 2004 gli Extremoduro organizzano il loro ultimo spettacolo dal vivo, il concerto del tour Yo, minoría absoluta, a Salamanca.

Nel 2005 pubblicano l'ultimo album, Grandes éxitos y fracasos (vol. 2), e da allora il gruppo è rimasto praticamente inattivo, avendo deciso di non esibirsi più dal vivo e di non lavorare a nuove canzoni, anche se alla fine del 2007 viene annunciata la programmazione di un nuovo tour che mette a tacere le voci di un loro scioglimento senza un addio al pubblico.
È dei primi mesi del 2008 la notizia di un nuovo tour del gruppo, iniziato il 17 maggio a Santander, e l'annuncio dell'uscita di un nuovo album, La ley innata, pubblicato a settembre dello stesso anno.

## I testi
Roberto Iniesta si definisce come "poeta" in molte sue dichiarazioni; in effetti, a parte sporadiche collaborazioni con altri rinomati artisti spagnoli, scrive i suoi testi da solo. Talvolta le sue canzoni contengono riferimenti o esplicite citazioni di versi o poesie di autori classici come Antonio Machado, Miguel Hernández, Pablo Neruda o Federico García Lorca: la canzone Puta, ad esempio, contiene una intera strofa della poesia Los encuentros de un caracol aventurero di quest'ultimo.
I testi trattano spesso argomenti come il sesso, la droga e l'amore e, a differenza di altri gruppi rock contemporanei, sono quasi del tutto privi di riferimenti alla politica, anche se in alcune canzoni sono presenti attacchi a figure come i funzionari carcerari o i poliziotti.

## Componenti
- Roberto Iniesta: voce e chitarra
- Iñaki "Uoho" Antón: chitarra, organo e altri strumenti
- Miguel Colino: basso
- José Ignacio Cantera: batteria

## Discografia
La discografia è composta da undici album: otto in studio, uno live e due raccolte:
- 1989 – Rock transgresivo
- 1991 – Somos unos animales
- 1992 – Deltoya
- 1993 – ¿Dónde están mis amigos?
- 1995 – Pedrá
- 1996 – Agila
- 1997 – Iros todos a tomar por culo
- 1998 – Canciones prohibidas
- 2002 – Yo, minoría absoluta
- 2002 – Grandes éxitos y fracasos (vol. 1)
- 2004 – Grandes éxitos y fracasos (vol. 2)
- 2008 – La ley innata
- 2011 – Material defectuoso
- 2013 – Para todos los públicos